# مذبحة لشبونة
مذبحة لشبونة (بالإسبانية: Masacre de Lisboa)‏ أو مذبحة عيد الفصح 1506، هي حادثة وقعت في شهر أبريل عام 1506م (16 ذو القعدة 911هـ)، وهو يوم عيد الراعي الصالح عند النصارى، في عاصمة البرتغال لشبونة ، في عهد الملك مانويل الأول؛ حيث تعرض فيها كل من يدين باليهودية للاضطهاد والتعذيب.